# 利羅河 (松德里奧省)
利羅河（Liro）是意大利的河流，位於該國北部，由松德里奧省負責管轄，發源自瑞士附近的邊境，最終在普拉塔坎波爾塔喬注入梅拉河。